# Notiziabilità
La notiziabilità (in inglese newsworthiness, vocabolo talvolta utilizzato anche in italiano) è un concetto usato in sociologia della comunicazione che si può definire come "l'attitudine di un evento a essere trasformato in notizia" o "il complesso delle caratteristiche che rendono un evento di particolare interesse per i media".
Il neologismo viene utilizzato in ambito giornalistico, massmediologico e divulgativo per indicare il raggiungimento da parte di un fatto o di un avvenimento dei criteri minimi necessari alla sua pubblicazione o diffusione sotto forma di notizia. In genere indica i criteri di valutazione per capire se un'informazione sia divulgabile e pubblicabile in funzione della rilevanza in un dato ambito e dell'interesse suscitato nel pubblico.

## Il processo di selezione delle notizie
La valutazione della notiziabilità degli eventi viene affidata ai cosiddetti "valori notizia", che operano in maniera complementare, in combinazione fra loro. Essi, però, non vengono utilizzati esclusivamente nella fase della selezione della notizia, ma anche nel processo di preparazione degli articoli, suggerendo cosa vada enfatizzato, e persino nella percezione delle notizie da parte dei lettori.
Il processo di selezione è molto veloce e dunque richiede criteri flessibili ma facilmente e rapidamente applicabili. Nell'individuazione dei criteri, che possono essere divisi in inclusivi ed esclusivi, bisogna inoltre tener conto della necessità di garantire sempre la quantità necessaria di notizie, secondo il principio di efficienza. Di conseguenza il numero dei criteri è molto ampio e alcune volte una parte di essi può essere in contrasto con altri. Le valutazioni effettive delle singole notizie, però, mutano nel tempo, anche nel volgere di pochi anni: argomenti che in un determinato periodo sono considerati poco rilevanti possono, pur utilizzando i medesimi criteri di scelta, diventare centrali sotto la spinta di fattori esterni come ad esempio l'improvvisa popolarità di un determinato àmbito.
Non è infrequente, inoltre, che i principi alla base della notiziabilità tendano ad autoalimentarsi, come può succedere ad esempio per i movimenti che si occupano di un argomento specifico: se questi vengono giudicati "notiziabili", producono materiale molto utile ai mass media, come documenti e studi sull'argomento, figure carismatiche, iniziative con grande partecipazione di pubblico e in alcuni casi scontri di piazza, diventando così ancora più notiziabili In questo caso, i movimenti in questione possono essere elevati al rango di fonti stabili, diventando essi stessi produttori di notizie.
La selezione in base ai valori notizia, però, può essere alterata da elementi esterni. Uno di questi è la presenza di inviati e specialisti nelle redazioni: le notizie da loro proposte difficilmente vengono rifiutate. In alcuni casi la "specializzazione", cioè la spiccata attitudine a trattare un determinato àmbito tematico, coinvolge la maggior parte dei giornalisti di una redazione, e dunque la maggior parte dei contenuti prodotti viene consuetamente accettata. Questo argomento viene utilizzato da chi contesta l'esistenza stessa del concetto di notiziabilità (si veda il paragrafo dedicato).

## I valori notizia
I valori notizia possono derivare da considerazioni che riguardano:
- Il contenuto delle notizie
- I caratteri specifici del prodotto editoriale

La divisione del mondo durante la guerra fredda. Secondo Herbert Gans a questa contrapposizione ne corrispondeva una analoga nella selezione delle notizie: i Paesi di un blocco (evidenziati con lo stesso colore) privilegiavano i fatti accaduti in zone culturalmente e politicamente affini.

- Il mezzo di comunicazione
- La concorrenza
- Il pubblico[20]

### I valori relativi al contenuto
Rispetto al contenuto è possibile individuare due fattori principali che determinano la notiziabilità: l'importanza della notizia e l'interesse del pubblico. Per definire nel dettaglio il primo di questi fattori possono essere considerati quattro aspetti:
- Livello gerarchico dei soggetti coinvolti
- Impatto sulla nazione
- Quantità di persone coinvolte
- Rilevanza in funzione degli sviluppi futuri[22]

#### Livello gerarchico dei soggetti coinvolti
Il criterio può essere definito in funzione del livello di potere dei soggetti coinvolti, della loro riconoscibilità da parte del pubblico e, nel caso di partiti o movimenti, della loro consistenza in termini numerici.
Secondo Johan Galtung e Mari Holmboe Ruge, i primi studiosi che stilarono un elenco sistematico dei valori-notizia, un evento ha maggiori probabilità di diventare notizia se coinvolge persone o nazioni d'élite. È seguendo questo principio che, come hanno rilevato diversi analisti, argomenti che possono risultare noiosi al pubblico, ma che devono essere portati a sua conoscenza (come ad esempio la politica estera), sono ugualmente notiziabili.
Dall'assunto di Galtung e Ruge consegue una maggiore notiziabilità in funzione del livello gerarchico più o meno alto dei soggetti coinvolti. Questo rende più complessa l'applicazione del criterio nell'ambito delle notizie economiche e più in generale negli ambiti diversi da quello istituzionale, unico caso in cui una gerarchia è definita con certezza.

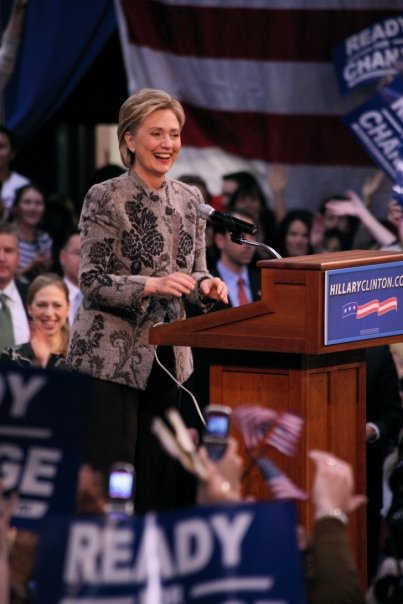
Hillary Clinton festeggia la vittoria al termine delle primarie in New Hampshire, secondo appuntamento della campagna democratica per le elezioni presidenziali statunitensi del 2008: secondo Herbert Gans il rilievo dato alla fase iniziale delle elezioni primarie, nonostante il loro risultato sia ribaltabile, è una delle dimostrazioni di quanto conti nella valutazione di una notizia la possibilità, o in questo caso la certezza, che la vicenda abbia ulteriori sviluppi.

#### Impatto sulla nazione
Altro criterio che può determinare la notiziabilità è la capacità di un evento di condizionare positivamente o negativamente gli interessi del Paese al quale il mezzo si rivolge. Galtung e Ruge attribuiscono a un evento maggiore notiziabilità a seconda della significatività rispetto al contesto culturale del pubblico: ad esempio, come rileva il sociologo Herbert Gans, negli Stati Uniti d'America, nel corso della guerra fredda, la gerarchia delle notizie seguiva una scaletta che vedeva in testa gli eventi avvenuti nei Paesi più vicini o in quelli più potenti aderenti alla NATO, seguiti dalle notizie provenienti dagli altri Stati dell'Alleanza Atlantica, dall'Unione Sovietica e dai Paesi del Patto di Varsavia. Chiudevano la scaletta quelli che non rientravano in nessuna delle due categorie: questi ultimi venivano coperti solo in caso di guerre, colpi di stato e grossi disastri.
La prossimità fra due Paesi, dunque, può essere definita in funzione di valori geografici, culturali e storico-politici, come annotato dai sociologi Peter Golding e Philip Ross Courtney Elliott, che analizzando i media nigeriani rilevano come a Lagos sia più notiziabile un evento avvenuto a Londra che uno accaduto ad Accra, che geograficamente è molto più vicina. Inoltre, la notiziabilità è condizionata dalla capacità infrastrutturale di un Paese di trasmettere le notizie stesse, anche in termini di disponibilità di fonti e di corrispondenti.
In relazione a questo criterio, Oliver Boyd-Barrett e Terhi Rantanen – rispettivamente docenti presso la Bowling Green State University e la London School of Economics – annotano come la prevalenza fra le agenzie di stampa di quelle occidentali condizioni la selezione di notizie in materia di politica estera. Secondo lo studioso di Scienza politica Emidio Diodato, in particolare, la presenza quasi esclusiva in alcuni Paesi africani di Associated Press, Reuters e Agence France-Presse condiziona la raccolta di notizie in quelle nazioni e ne caratterizza i contenuti, che vengono selezionati in base ai modelli culturali dei Paesi di provenienza degli inviati. Questo processo, secondo il linguista Teun Adrianus van Dijk, influenza a cascata i mass media occidentali che non dispongono di altre fonti.

#### Quantità di persone coinvolte
La rilevanza è tanto maggiore quanto più grande è il numero di persone che la notizia coinvolge direttamente. Inoltre, nel caso di eventi negativi, è stato rilevato come questo parametro sia condizionato dalla prossimità dell'accadimento: un disastro che coinvolge un minor numero di persone ma avviene in un luogo geopoliticamente o culturalmente vicino è più notiziabile di un evento analogo accaduto più lontano, secondo una legge definita "di McLurg", dal nome di un giornalista. Qualcuno si è persino spinto fino alla definizione di una proporzione fissa: in un disastro una vittima europea equivale a 28 cinesi, mentre 2 minatori gallesi equivalgono a 100 pakistani.

#### Rilevanza in funzione degli sviluppi futuri
Questo fattore viene tenuto in considerazione quando gli eventi hanno una durata prolungata. Ad esempio, Gans rileva come alla fase iniziale delle primarie per le elezioni presidenziali statunitensi venga dato ampio rilievo, nonostante il loro esito abbia marginali conseguenze immediate.

#### Interesse del pubblico
La frase "Quando un cane morde un uomo non fa notizia, perché capita spesso. Ma se un uomo morde un cane, quella è una notizia" è una delle citazioni più note sul giornalismo. L'origine della frase è attribuita a un redattore della cronaca cittadina del New York Sun, John Bogart, ma altre fonti la attribuiscono a Charles Dana, redattore e proprietario di alcune quote del quotidiano fra il 1868 e il 1897.
Oltre all'importanza della notizia, l'altro fattore relativo al contenuto che determina la notiziabilità è l'interesse del pubblico. Questo fattore deriva dall'immagine del pubblico che i giornalisti hanno e dalla capacità di intrattenerlo insita nella notizia stessa, ad esempio perché essa offre un angolo visuale insolito o contiene un elemento di curiosità che può catturare l'attenzione. Questo criterio è finalizzato a mantenere vivo l'interesse del pubblico nei confronti del notiziario.
Gans definisce quattro caratteristiche che la notizia deve avere per rispondere a questo criterio:
- Gente comune in situazioni straordinarie o personaggi pubblici in situazioni ordinarie
- Rovesciamenti di ruoli (ad esempio l'uomo che morde il cane)
- Storie che commuovono il pubblico
- Storie di eroismo o di imprese fuori dal comune[44]

### I valori relativi alle specificità del prodotto editoriale
Se il contenuto è elemento fondamentale per valutare la notiziabilità degli eventi, quasi altrettanta importanza rivestono le caratteristiche del prodotto editoriale destinato a ospitarne il resoconto. Ad essere valutati sono la compatibilità con le procedure interne alla testata, con le capacità tecniche e organizzative e con le caratteristiche proprie di ciascun mezzo. Questi valori, secondo Gans, vengono applicati se la notizia è poco importante o per scegliere fra più eventi a parità di rilevanza rispetto ai contenuti.
Fra questi vanno indicati:
- La disponibilità di materiale
- La brevità
- La novità
- La qualità
- Il bilanciamento del notiziario

A questi fattori diversi studiosi aggiungono quelli legati all'"ideologia della notizia".

#### Disponibilità di materiale
In primo luogo, diversi studiosi indicano fra i valori notizia la disponibilità di materiale, sottolineando in particolare quattro elementi:
- L'accessibilità dell'evento per i giornalisti
- La sua predisposizione ad essere trattato secondo forme consuete
- La facilità tecnica nel seguirlo
- Il dispendio di risorse economiche o umane per coprirlo[46]

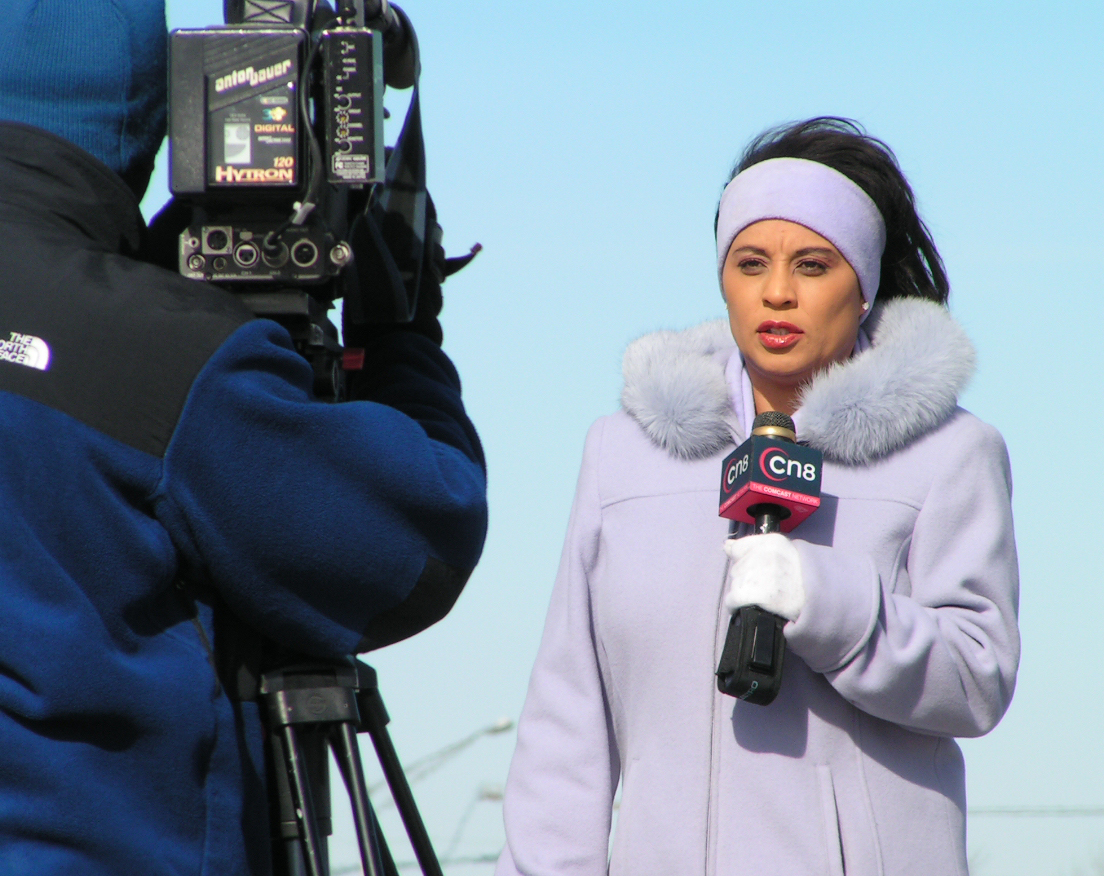
Il criterio della brevità, secondo Mauro Wolf, viene tenuto in particolare considerazione nei notiziari televisivi.

#### Brevità
Golding ed Elliott, inoltre, indicano fra i fattori relativi al prodotto la brevità, cioè la predisposizione degli eventi ad essere sintetizzati per essere spiegati senza perdere l'attenzione del pubblico. Il sociologo Mauro Wolf limita però l'applicazione di questo criterio a radio e televisione, indicando una diretta proporzione fra la necessità di avere notizie brevi e la disponibilità di molto materiale notiziabile, per rispettare i limiti di formato dei notiziari.

#### Novità
Un altro valore notizia tenuto in grossa considerazione è la novità (in inglese novelty o recency): la notizia dev'essere il più possibile vicina nel tempo alla sua pubblicazione. Da questo fattore, che si incrocia con la frequenza contemplata fra i criteri relativi al mezzo, determina diverse cornici di tempo a seconda della diversa cadenza periodica della pubblicazione.
La novità non viene calcolata in termini assoluti, ma viene valutata dai giornalisti, che assumono come termine di paragone la propria esperienza (ritenendo che una notizia che risulti nuova a loro debba sembrarlo anche al pubblico), permettendo così la pubblicazione, ad esempio, di scoperte scientifiche datate ma mai divulgate al grande pubblico.
Da questo valore notizia discende il cosiddetto "tabù della ripetizione": se una vicenda è simile ad altre sarà considerata meno notiziabile, ma sarà pubblicata ugualmente se risponde ad altri criteri di notiziabilità relativi al contenuto. Il criterio della novità, inoltre, può essere bilanciato da quelli relativi alla concorrenza, come rileva Gans analizzando la selezione delle notizie a Newsweek.

#### Qualità
Un criterio utilizzato nel giornalismo televisivo è la qualità della notizia, che può essere sintetizzata in cinque elementi:
- L'azione, cioè l'offerta di immagini in movimento
- Il ritmo, cioè la possibilità di alternare contenuti con poca azione con altri più "movimentati", in modo da vivacizzare il complesso
- La completezza, cioè la facilità di fornire tutti gli aspetti possibili di una vicenda controversa
- La disponibilità di materiale di qualità tecnica almeno pari agli standard minimi[57]
- La chiarezza,[57] cioè la possibilità di far comprendere al pubblico concetti complessi, anche a costo di sacrificare l'accuratezza[59][60]

Quest'ultimo elemento, in particolare, si collega strettamente con quelli relativi al pubblico.

#### Bilanciamento del notiziario
Un fattore ricorrente nella selezione delle notizie è il bilanciamento del notiziario, inteso come tendenza a coprire più ambiti e quindi a tenere desto l'interesse di fasce il più possibile diversificate di pubblico. Questo processo, oltre ad accentuare la frammentazione dell'informazione televisiva, permette l'inserimento nei notiziari di informazioni meno importanti sotto il profilo del contenuto.
Sono possibili due tipi di bilanciamento: quello relativo all'insieme del notiziario – che spinge alla diversificazione delle notizie evitando di dare spazio, ad esempio, solo alla cronaca politica inserendo anche informazioni sull'economia, sulla cronaca nera e sullo sport – e quello più legato alla specificità delle notizie, selezionate in modo da coprire tutto il territorio raggiunto e da riguardare tutte le fasce sociali e d'età. A questi ultimi fattori, nella cronaca politica, va collegato il bilanciamento della copertura dei partiti secondo il principio della par condicio. Quest'ultima pratica, però, secondo il sociologo Robert Hackett, altera la neutralità della cronaca, portando i media a limitarsi a fotografare la realtà sociale secondo l'agenda dettata dalla politica.

#### Ideologia della notizia
L'origine della frase "Bad news is good news" (in italiano "Le cattive notizie sono buone notizie") è incerta. Una prima traccia risale al 1911, quando fu usata da Horace Traubel su The Conservator. Negli anni ottanta del XX secolo, pur con una forma lievemente diversa, la frase fu tipizzata da Marshall McLuhan: "The real news is bad news" ("Le vere notizie sono quelle cattive").
Fra i valori relativi al prodotto diversi studiosi annoverano quelli legati alla cosiddetta "ideologia della notizia", che tuttavia altri indicano fra quelli legati al contenuto. Tale principio è sintetizzato da una delle massime più famose sul giornalismo: Bad news is good news ("Le cattive notizie sono buone notizie"). In altre parole è più notiziabile un evento con conseguenze negative, che altera la routine o offre scene cruente. Per questo motivo sono più notiziabili singoli eventi che processi sociali costanti.

### I valori relativi al mezzo
Le valutazioni relative al mezzo si incrociano con gli altri valori-notizia e, a seconda dei casi, possono agire a monte o a valle della selezione effettuata in base agli altri criteri relativi al contenuto e al pubblico. I criteri sui quali si basano queste valutazioni possono essere suddivisi in tre macrocategorie:
- La frequenza della notizia
- Il formato
- La specificità del materiale disponibile[73]

#### Frequenza
Il valore della frequenza, definito da Galtung e Ruge come "il lasso di tempo necessario [all'avvenimento] per prendere forma e acquistare significato", "premia" le notizie che raggiungono un epilogo in tempo utile per essere inserite nel notiziario. In altre parole, in base a questo criterio si dà più spazio agli eventi unici o che si concludono in un tempo compatibile con i processi produttivi del mezzo di informazione. Wolf, che limita l'applicazione di questo criterio a radio e televisione, definisce la frequenza come una "distorsione involontaria" della selezione.

#### Formato
Strettamente correlato a quello precedente è il criterio relativo al formato, che impone di selezionare le notizie in funzione del numero di servizi che possono essere trasmessi in un'edizione del notiziario o che possono essere pubblicati in una pagina. Questo criterio porta alla decisione di dare "in breve" (cioè con un testo stringato o, in televisione, senza immagini) le notizie che non si evolvono con un ritmo compatibile con la periodicità del mezzo. Ad esempio negli Stati Uniti d'America le notizie sui possibili negoziati di pace che avrebbero dovuto porre fine alla guerra del Vietnam venivano spesso evitate perché i giornalisti non consideravano probabile un accordo in tempi brevi.
In conseguenza di questo valore, una trasformazione del formato del notiziario o della sua impaginazione comporta spesso una diversa modalità di selezione delle notizie.

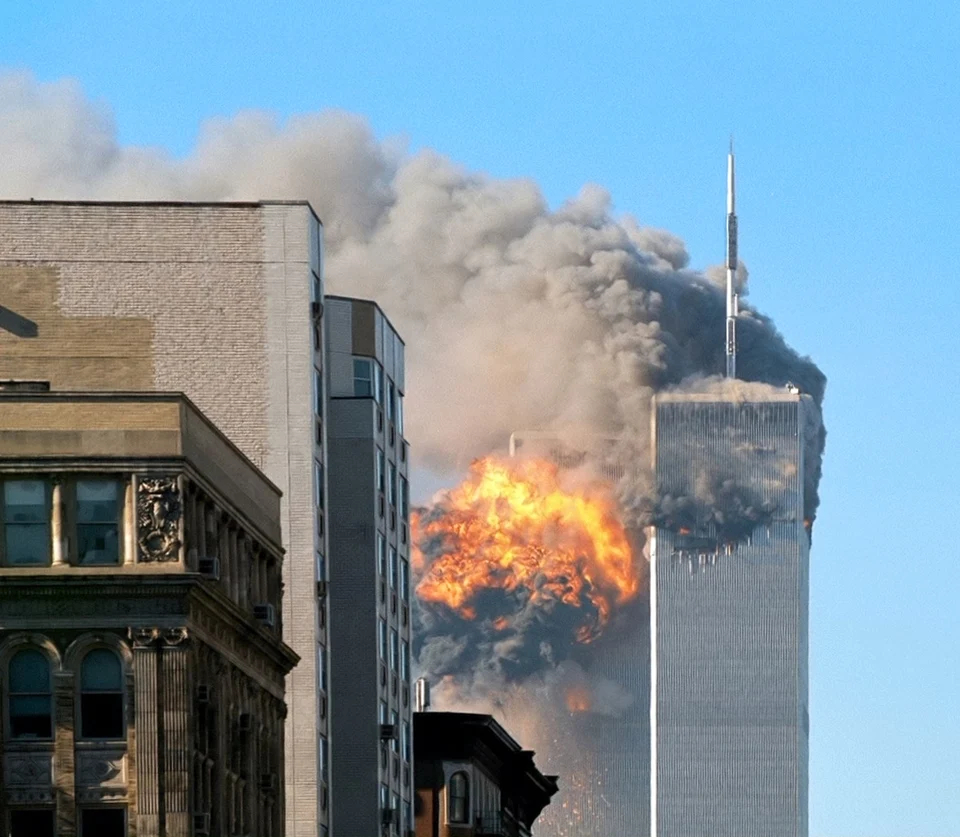
La notizia degli attentati dell'11 settembre 2001 è stata scelta in base ai criteri relativi al contenuto, ma la disponibilità di video sull'attacco alla Torre Sud l'avrebbe resa notiziabile anche in base alla specificità del materiale disponibile.

#### Specificità del materiale
Ultimo valore-notizia relativo al mezzo è la specificità del materiale, che si traduce nella disponibilità di immagini televisive o fotografie che ritraggono il cuore della vicenda raccontata. Questo criterio contribuisce alla determinazione della lunghezza dell'articolo o del servizio indipendentemente dal suo argomento e diventa sempre più importante con il trascorrere del tempo dall'inizio dell'evento: in altre parole, se in una fase iniziale l'indisponibilità di materiale specifico viene ritenuta tollerabile, col trascorrere del tempo questo fattore diventa dirimente. Viceversa, in alcuni casi, la disponibilità di buon materiale visivo può spingere i giornalisti a enfatizzare o arricchire con ulteriori ricerche la notizia ad esso collegata.
Questo criterio viene spesso controbilanciato dagli altri, e in particolare da quelli relativi al contenuto e al pubblico, con un equilibrio non definito con chiarezza dai sociologi.

### I valori relativi alla concorrenza
La concorrenza spinge le testate in due direzioni opposte, eppure contestuali: mentre, per aumentare la diffusione, esse tendono a differenziare contenuti e strategie editoriali, allo stesso tempo, per evitare di perdere copie, si imitano a vicenda, anticipano le possibili mosse dei competitor o si ispirano a modelli riconosciuti come autorevoli. Questo fenomeno incide sugli altri criteri, generando valori che Gans divide in tre categorie principali:
- Ricerca dello scoop
- Rifiuto dell'innovazione
- Emulazione della concorrenza[83]

#### Ricerca delloscoop
La valorizzazione delle notizie ottenute in esclusiva è un criterio universalmente applicato nel mondo del giornalismo. L'attenzione simultanea di cronisti di diverse testate allo stesso argomento, però, limita gli scoop, spingendo quindi i media a richiedere interviste esclusive o a creare rubriche per differenziarsi. Inoltre, nonostante l'emulazione fra testate concorrenti e il rifiuto dell'innovazione siano fattori specifici (si vedano i paragrafi seguenti), in questo parametro può rientrare la ricerca di punti di vista differenti, come ad esempio è stato rilevato negli studi sulla concorrenza fra le televisioni all news panarabe Al Jazeera e Al Arabiya.

#### Rifiuto dell'innovazione
Allo stesso tempo, però, per evitare di "stupire" i lettori o gli ascoltatori con innovazioni eccessive che possano spingerli a ripiegare su media più "prevedibili" e dunque più rassicuranti, spesso le redazioni limitano o eliminano valutazioni "originali", che cioè si discostano dagli schemi tradizionali. Questa tendenza porta testate direttamente concorrenti a scegliere le stesse notizie e a coprirle con una sostanziale omogeneità.

#### Emulazione della concorrenza

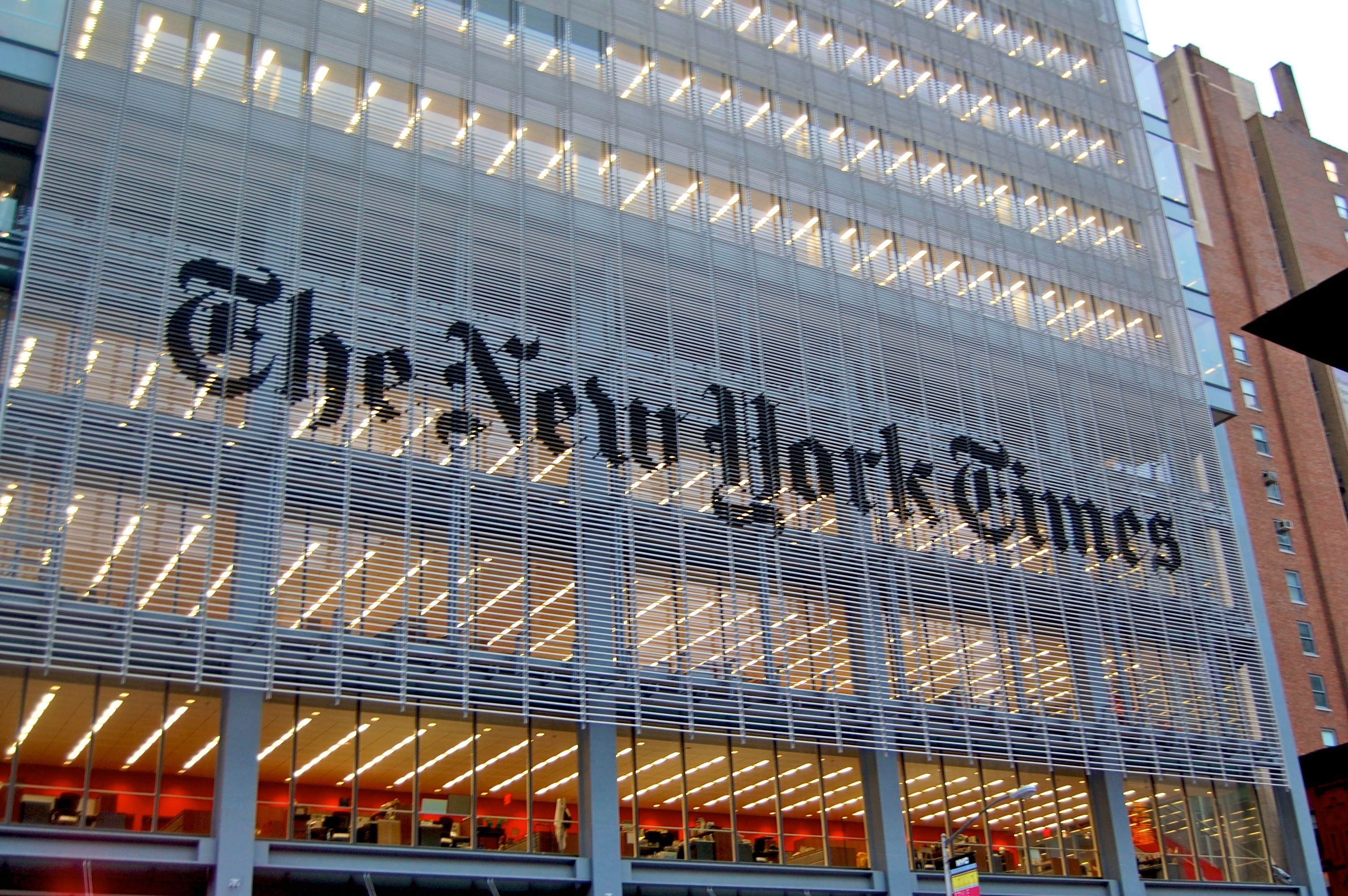
Il New York Times è un punto di riferimento per i quotidiani statunitensi, che ne emulano i processi di selezione delle notizie.

Il rifiuto dell'innovazione, inoltre, può portare a un principio che può essere definito come "emulazione della concorrenza", che può essere tradotta nella tendenza a selezionare le notizie che si presume i competitor possano scegliere, in un gioco di reciproca "imitazione preventiva" che rende ancora più somiglianti le testate concorrenti. Questo principio può anche portare alcuni media a dare copertura a notizie che sono già state fornite dai concorrenti nelle edizioni precedenti.
Una conseguenza particolare di questo principio, infine, è la nascita di punti di riferimento professionali da emulare nella selezione delle notizie, chiedendosi cosa farebbe quella testata nella medesima situazione. Per i quotidiani statunitensi questi modelli sono il New York Times e il Washington Post, mentre in Italia in questa categoria possono essere segnalati il Corriere della Sera o La Repubblica.

### I valori relativi al pubblico
Quelli relativi al pubblico sono i criteri definiti con minor chiarezza dai sociologi. È lo stesso oggetto a cui si richiamano a essere indefinito: più che al pubblico reale, infatti, essi fanno riferimento all'idea dell'audience che i giornalisti hanno. D'altro canto, come osserva una parte degli studiosi (ad esempio Gans e il sociologo della comunicazione Philip Schlesinger), la volontà dei cronisti di essere autonomi rispetto ai condizionamenti del pubblico ne limita la conoscenza stessa dei gusti di chi li legge o ascolta.
La disputa sui contorni di questa categoria si spinge fino alla sovrapposizione dei valori relativi al pubblico con gli altri: Golding ed Elliott, ad esempio, assorbono fra questi criteri la specificità del materiale disponibile, mentre Schlesinger segnala la chiarezza, indicata da altri fra gli elementi costitutivi della qualità, un valore-notizia relativo alle specificità del prodotto editoriale.

#### La leggerezza
Più condivisa è invece l'individuazione fra questi criteri della capacità della notizia di intrattenere il pubblico con storie "che non appesantiscono", cioè facili da comprendere e che non contengano aspetti che colpiscono in maniera negativa l'emotività dello spettatore o del lettore.
A questo aspetto può essere collegato un criterio che Wolf definisce "della protezione", sintetizzabile con la scelta di escludere notizie o singoli contenuti che possano urtare lo spettatore o il lettore traumatizzandolo, provocando in lui allarme o violandone il senso del buon gusto. Un esempio può derivare ancora una volta dagli attentati dell'11 settembre 2001: dopo un periodo iniziale durante il quale le immagini dell'impatto del secondo aereo contro la Torre Sud vennero trasmesse a ripetizione, ai giornalisti fu chiesto di evitarne la trasmissione per rispetto nei confronti dei parenti delle vittime.

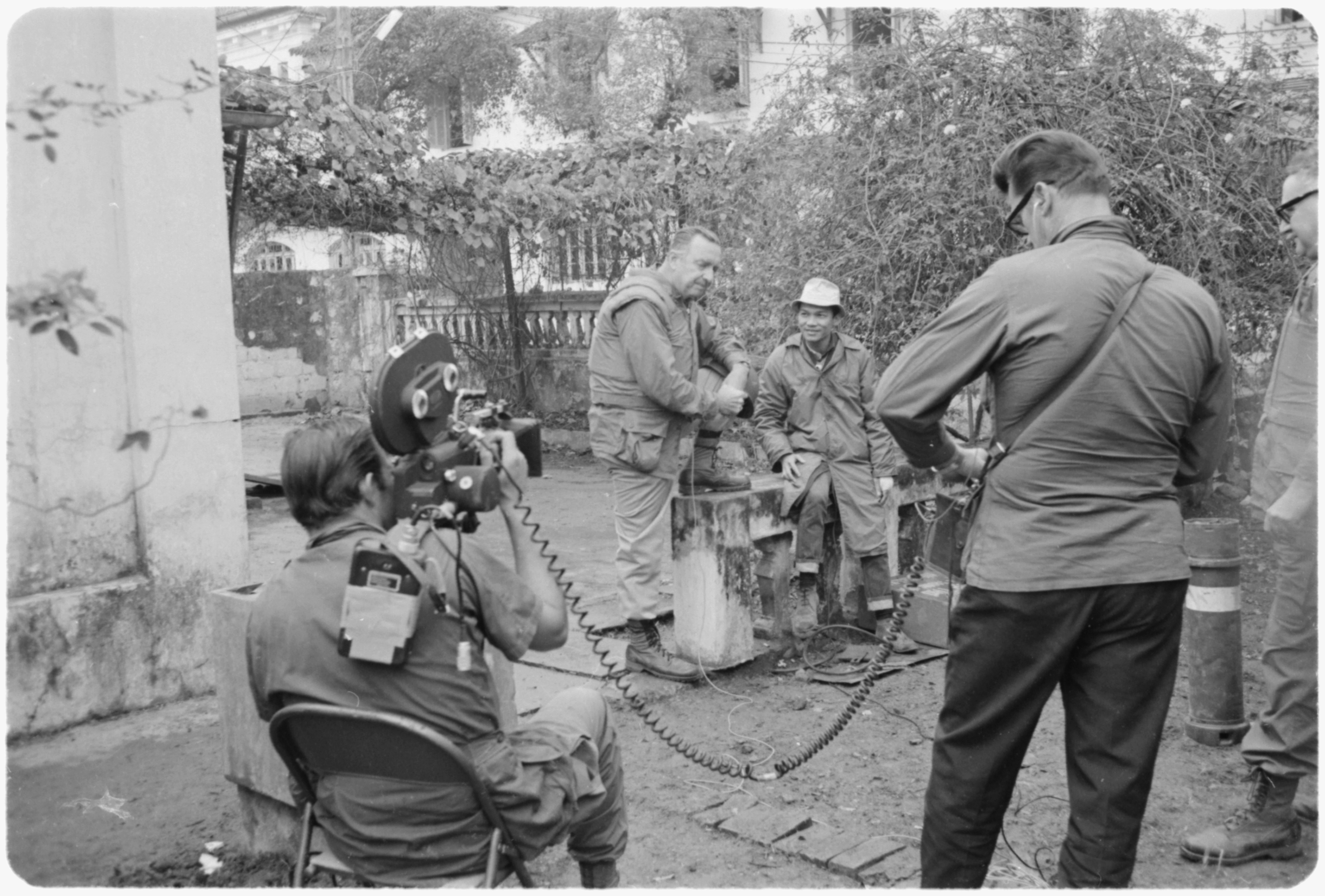
Walter Cronkite in Vietnam nel 1968: la presenza sul fronte di inviati del suo calibro trasformò l'approccio dei media statunitensi al conflitto.

#### Notizie di servizio
Gans include fra i criteri relativi al pubblico la divulgazione di notizie "di servizio", cioè rilevanti per la vita quotidiana di chi le legge o ascolta. Anche questo fattore può essere associato a uno di quelli elencati da Golding ed Elliott, "l'importanza della notizia" intesa come attinenza agli interessi specifici del pubblico. In questa categoria possono essere inserite le notizie che riguardano scioperi o quelle sulle innovazioni della ricerca medica.

#### Gli altri criteri minoritari
Sugli altri criteri ascrivibili a questa categoria, invece, non vi è convergenza. Fra questi, ad esempio, vi sono la probabilità che chi legge o ascolta si identifichi con il protagonista della storia o che ne abbia empatia, come per i casi da sindrome da donna bianca scomparsa, e quella che Golding ed Elliott definiscono la "struttura narrativa", cioè l'attitudine della vicenda ad essere raccontata in maniera avvincente.

## Critiche al concetto di notiziabilità
Sebbene il concetto di notiziabilità trovi ampia condivisione fra i sociologi, nella categoria giornalistica esso trova resistenze che si traducono nella minimizzazione della sua influenza sul processo di selezione delle notizie o nella negazione dell'esistenza stessa di criteri che permettano di definire la rilevanza delle notizie. In alcuni casi, l'esistenza di automatismi è stata interpretata come un attacco all'autonomia decisionale dei giornalisti. Gli argomenti di chi contesta i criteri ipotizzati dai sociologi sono l'indefinibilità del concetto astratto di notizia, l'impossibilità di analizzare in maniera schematica qualcosa di fluido come lo scorrere degli eventi e l'uso esclusivo, nell'individuazione degli eventi a cui dedicare articoli o servizi, di caratteristiche soggettive come le capacità professionali.
Un altro degli argomenti a supporto delle critiche al concetto di notiziabilità riguarda l'influenza esercitata da fattori esterni, come la presenza di inviati di prestigio, sulla selezione delle notizie. Un esempio può venire dalla guerra del Vietnam: fino all'offensiva del Têt i media statunitensi seguirono il conflitto facendo ricorso a inviati di minor esperienza, i cui resoconti pessimistici venivano sistematicamente rifiutati o alterati. Successivamente, invece, con l'invio sul fronte dei principali cronisti, come ad esempio Walter Cronkite, fu dato maggior credito ai loro reportage critici e dunque l'approccio dei media mutò radicalmente: per effetto della popolarità e credibilità di Cronkite gli ottimistici bollettini forniti dal governo statunitense lasciarono spazio, nella copertura della guerra, a reportage più pessimistici, come appunto quello scritto da Cronkite dopo l'offensiva del Têt. Secondo alcuni osservatori, fra i quali il portavoce della Casa Bianca Bill Moyers, l'impatto del reportage di Cronkite fu tale da spingere Lyndon Johnson a proporre l'avvio dei negoziati di pace e a non ricandidarsi alla presidenza degli Stati Uniti.